# Assedio di Patrasso (805 o 807)
L'Assedio di Patrasso dell'805 o 807 fu intrapreso dalle tribù locali slave del Peloponneso, secondo alcune testimonianze con l'aiuto di una flotta araba. Il fallimento dell'assedio, attribuito all'intervento miracoloso del santo patrono della città, Sant'Andrea, contribuì al consolidamento del controllo bizantino sulla penisola del Peloponneso dopo due secoli di occupazione slava sulla sua metà occidentale. Segnò inoltre l'inizio del predominio della Metropolia di Patrasso negli affari ecclesiastici della penisola.

## Contesto storico
La supremazia militare dell'Impero bizantino nei Balcani si esaurì all'inizio del VII secolo a causa delle disastrose lotte condotte sul fronte orientale (la guerra romano-persiana del 602-628 e le battaglie contro gli arabi, che portarono all'abbandono effettivo del limes danubiano e aprirono la strada all'insediamento su larga scala nell'entroterra balcanico di numerose tribù slave. I saccheggi degli Slavi si spinsero fino alla Grecia meridionale e alle coste dell'Asia Minore. La maggioranza delle città della regione fu saccheggiata o abbandonata e solo alcune, tra cui Tessalonica, rimasero popolate e saldamente in mano imperiale.

La Grecia bizantina nel IX e nel X secolo.

Così, mentre i romei preservarono il controllo delle coste orientali del Peloponneso e della Grecia Centrale, costituendo il thema di Hellas, numerose tribù slave si insediarono nell'entroterra. Probabilmente anche parte della popolazione nativa greca scelse di non trasferirsi, mescolandosi gradualmente con gli Slavi o conservando una propria autonomia una volta costituitisi in comunità di piccola dimensione. Come altrove, si instaurò un modus vivendi prevalentemente pacifico tra gli Slavi e le rimanenti roccaforti bizantine, con l'instaurarsi di commerci tra le città costiere in mano romea e gli Slavi, prevalentemente agricoltori. Più a nord, nell'entroterra greco, tra la fine del VII e l'inizio dell'VIII secolo sorsero distretti slavi o sclaviniae di estensione minore ai margini del territorio imperiale, governati dai loro stessi arconti, che ricevettero titoli bizantini e riconobbero almeno nominalmente la sovranità imperiale. L'autorità imperiale in gran parte della Grecia fu ripristinata con la campagna del logoteta Stauracio del 783, che si avventurò via terra da Costantinopoli a Tessalonica e da lì a sud, nel Peloponneso, sottomettendo gli Slavi di quelle regioni.
Patrasso, situata sulla costa nordoccidentale del Peloponneso, sarebbe stata, secondo almeno la Cronaca di Monemvasia — un'opera di attendibilità alquanto dubbia anche dal punto di vista della cronologia, pur essendo una fonte di fondamentale importanza per il periodo — una delle città abbandonate intorno al 587/588 a causa delle devastazioni degli Slavi, con la sua popolazione che sarebbe fuggita a Rhegion, in Calabria. Questi avvenimenti diedero inizio a un periodo di 218 anni di occupazione slava del Peloponneso, il quale si sarebbe trascinato fino all'805 circa. Per converso, i dati archeologici sembrano testimoniare che Patrasso rimase in mano bizantina durante tutto questo arco temporale, malgrado sia possibile che parte della popolazione fosse effettivamente migrata in Italia.

## Assedio
Secondo il Capitolo 49 del De administrando imperio dell'Imperatore Costantino VII Porfirogenito (r. 913–959), nel regno dell'imperatore Niceforo I il Logoteta (r. 802–811) gli Slavi del Peloponneso mossero guerra alla popolazione greca con l'aiuto di "Saraceni Africani", saccheggiarono le campagne e assediarono Patrasso. La città resistette per qualche tempo, ma, quando il cibo cominciò a scarseggiare, gli abitanti presero in considerazione la possibilità di arrendersi. Prima, tuttavia, inviarono un inviato a cavallo in direzione di Corinto, la sede del governatore militare (strategos), per accertarsi se sarebbe accorso in loro aiuto o meno. L'inviato era stato istruito di dare un segnale mediante una bandiera al suo ritorno: nel caso fossero giunti aiuti, avrebbe dovuto tenere la bandiera ammainata, in caso contrario avrebbe dovuto tenerla eretta. L'inviato a cavallo scoprì che lo strategos non era in procinto di arrivare forse per un ritardo — Costantino VII scrive che arrivò tre giorni dopo la fine dell'assedio — ma, al suo ritorno in città, il suo cavallo scivolò e cadde con la bandiera. Gli abitanti di Patrasso lo interpretarono come un segno che i soccorsi stessero per arrivare, e fecero una sortita contro gli assedianti Slavi, si narra condotti dallo stesso patrono cittadino Sant'Andrea a cavallo. Gli Slavi furono colti dal panico per l'assalto improvviso e fuggirono, abbandonando l'assedio. Costantino VII riporta che, come punizione, gli Slavi furono in seguito costretti a mantenere a proprie spese tutti gli ufficiali o inviati in passaggio per Patrasso, sgravando la diocesi locale di tale onere.
Costantino VII non fornisce alcuna data precisa per l'attacco, che è stato tuttavia datato all'805, anno in cui la città di Patrasso sarebbe stata "rifondata" secondo la Cronaca di Monemvasia, o all'807, anno in cui una flotta araba ("Saracena")  avrebbe raggiunto la Grecia meridionale, anche se la partecipazione araba potrebbe essere il risultato di un'interpolazione più tarda, che avrebbe mescolato la reale rivolta slava con successive incursioni arabe. D'altra parte la Cronaca di Monemvasia non menziona alcun assedio della città; piuttosto riferisce che uno strategos armeno della famiglia degli Scleri sconfisse gli Slavi del Peloponneso, e che tale vittoria, datata all'anno 804/5 o 805/6, segnò la fine dei "218 anni" di occupazione slava del Peloponneso. Riferisce poi che l'imperatore Niceforo I avesse ricostruito Patrasso ripopolandola con i discendenti degli abitanti che erano fuggiti a Rhegion, e che avesse portato avanti un programma di reinsediamento e di cristianizzazione su larga scala nella penisola, ripopolandola con coloni greci provenienti dall'Italia e Asia Minore. Almeno il programma di reinsediamento di Niceforo è confermato dal cronista Teofane Confessore, che tuttavia lo colloca leggermente più tardi, nell'810-811.
Alcuni studiosi hanno tentato di conciliare i resoconti della Cronaca di Monemvasia e del De administrando imperio sostenendo la tesi di una prima riconquista di Patrasso da datare intorno all'805, come esito della campagna militare dello strategos degli Scleri, che probabilmente fu concomitante, o di poco posteriore, con l'istituzione di un thema di Peloponneso indipendente dal thema di Hellas. Secondo tale interpretazione, la rivolta slava e l'attacco a Patrasso seguirono come reazione alcuni anni più tardi, tra l'807 e l'811.

## Conseguenze
In ogni caso il fallimento dell'attacco slavo su Patrasso consolidò ulteriormente il controllo appena ristabilito da Bisanzio sul Peloponneso, e le politiche di Niceforo I portarono alla riuscita ricristianizzazione e riellenizzazione della penisola. La difesa di Patrasso, inoltre, riassicurò all'Impero bizantino la principale via di comunicazione marittima con l'Italia e l'Occidente, in quanto rendeva possibile percorrere la rotta più breve attraverso il Golfo di Corinto, invece della rotta più lunga e più pericolosa intorno al Peloponneso che esponeva ad attacchi arabi.
Secondo Costantino VII, gli Slavi insorsero di nuovo tra l'840 e l'850, ma furono sconfitti dallo strategos Teoctisto Briennio. Al sud, le due tribù degli Ezeritai e dei Melingoi resistettero più a lungo. Essi furono comunque sottomessi e costretti a pagare un pesante tributo, pur conservando la loro autonomia. Queste due tribù insorsero di nuovo un secolo più tardi, nel 921. Ancora una volta furono rapidamente sottomessi, stavolta dallo strategos Krenites Arotras, ma riuscirono a conservare la loro autonomia nonché la loro identità distinta fino al periodo franco inoltrato.
Il vittorioso respingimento dell'assedio tramite l'"intervento" di Sant'Andrea, inoltre, segnò l'ascesa improvvisa della diocesi di Patrasso, elevata da diocesi suffraganea della Metropolia di Corinto a metropolia indipendente, arrivando a esercitare un'elevata influenza politica e finanziaria. A partire da quel momento il metropolita di Patrasso avrebbe conteso al suo ex superiore insediato a Corinto il controllo delle altre diocesi del Peloponneso.